# 와일드라이프 리저브스 싱가포르
와일드라이프 리저브스 싱가포르(영어: Wildlife Reserves Singapore)는 싱가포르의 자체 자금 지원 단체로 싱가포르의 대부분의 동물원을 관리하고 있다. 현재 싱가포르 동물원, 나이트 사파리, 주롱 새공원, 리버 사파리를 관리 하고 있다.